# モウセンゴケ属

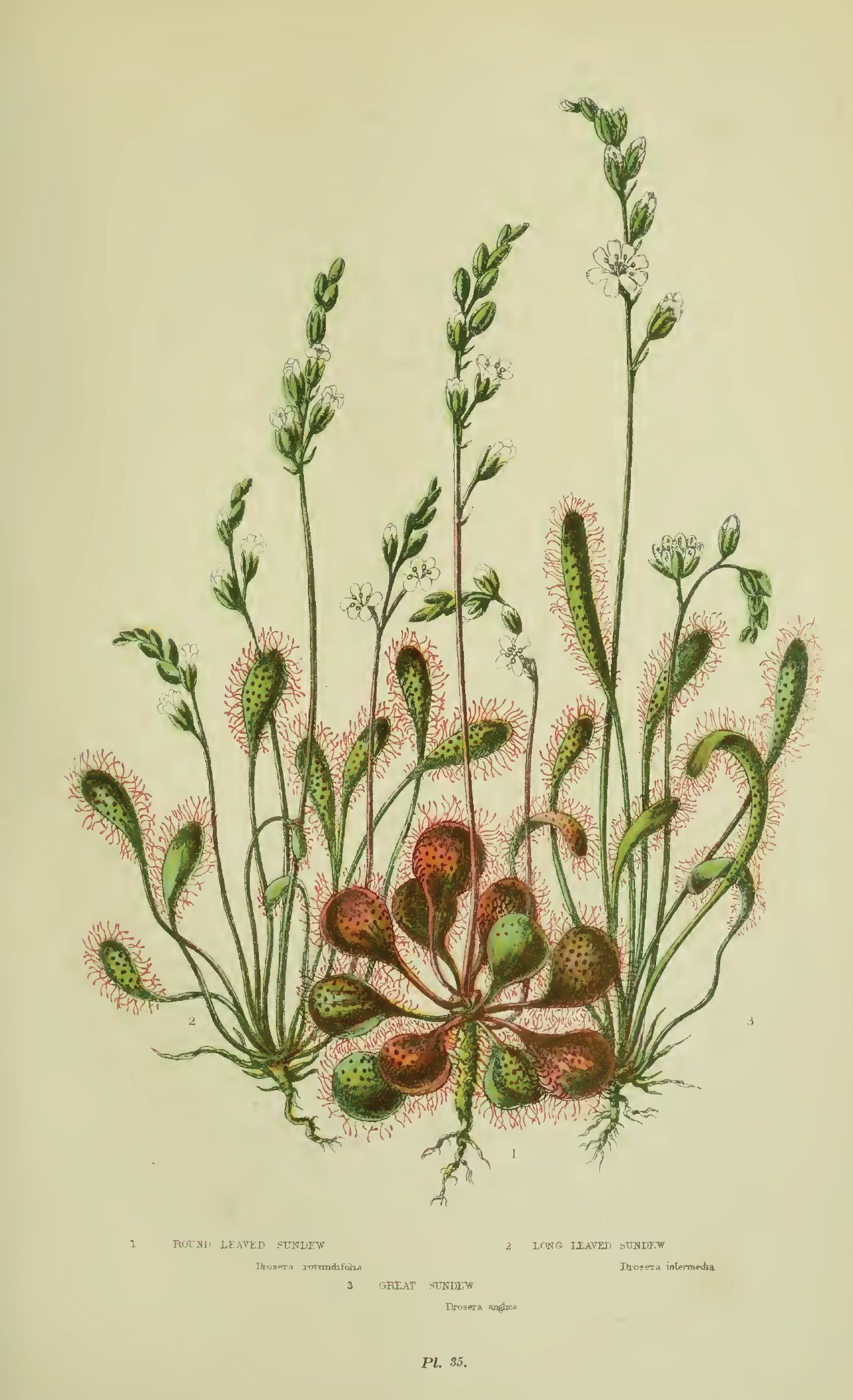
（画）アン・プラット

モウセンゴケ属（毛氈苔属、学名：Drosera）は、ウツボカズラ目モウセンゴケ科に属する食虫植物の一属であり、湿原に多く生育する草本である。特徴として、葉の縁および表面に粘液滴を持つ腺毛を持ち、ハエやガなどの小型の昆虫を捕らえて窒素化合物やリン酸などを得ることで、土壌の栄養塩類に乏しい湿原に適応している。英語名は、陽光の下で輝く粘液滴を露に見立てて Sundew（太陽の露）であり、学名の Drosera は、ギリシア語で「露を帯びた」「水気のある」を意味する形容詞 δροσερός (droseros) が語源となっている。また、日本語のモウセンゴケは、群生地での赤い色で毛羽立った葉を緋毛氈に見立てたものである。

## 特徴
大部分が多年生で一部が一年生である。地下部は短い根を数本持つだけのもの、20 cm 以上の根を水平または鉛直に伸ばすもの、肥大した地下茎を持つものなどがある。
花は総状花序につき、未熟時にはその先端が渦巻き状に巻いている例が多い。葉はさじ形、倒卵形等で、その縁から表面にかけて腺毛を持ち、その先端はねばねばした粘液に覆われる。腺毛は昆虫などの小動物を粘りつけると同時に、腺毛や葉は湾曲を始め、包み込む形の傾性運動により獲物を巻き込んでいく。捕獲された小動物は、続いて分泌される各種の消化酵素により分解、吸収される。
傾性運動はモウセンゴケ科の他属であるムジナモ属、ハエトリグサ属と共通するが、それに加えて腺毛に粘りつけて小動物を効率的に捕獲するのは本属の大きな特徴のひとつである。

## 生態
本属の植物は、他の植物との競争が少ない、湿原等の土壌の酸性度が高く、栄養塩類に乏しい環境に適応している。地上部の形態は次の三つがある。
- 根出葉を出し、花柄だけが立ち上がるもの：日本ではモウセンゴケ・コモウセンゴケなど。ロゼットを形成するものと葉が立ち上がるもの、葉柄があるものとないものとがある。
- 茎は立ち上がり、茎に沿って葉を出すもの：日本ではイシモチソウ・ナガバノイシモチソウ。海外には茎が他の植物に寄りかかって3 m 近く伸びる種類も知られている。
- 長い葉柄を立ててその先端に鹿角状に切れ込んだ葉を広げる：オーストラリア産のサスマタモウセンゴケの一群。

### 葉のメカニズムと捕獲機序
成熟した葉に密生する腺毛の先端はややふくらみ、その細胞の隙間から粘液と消化酵素を分泌する。表面はクチクラ層で覆われており、消化酵素による自己消化を防いでいる。
腺毛や葉を湾曲させ、獲物を包み込む傾性運動は、腺毛の先端の細胞群の刺激により生じた電位差の伝播により、柄の細胞群に膨圧の勾配が作られる一方、植物ホルモンであるオーキシンの成長制御作用による細胞の急速な伸張により起きる。腺毛の湾曲は10–15分、やや遅れて葉身の湾曲は15–20分で終了し、獲物を抱え込む。以後、分泌細胞群が強い酸性の分泌液と、酸性条件下で強い活性を持つペルオキシダーゼ、エステラーゼ、酸性フォスファターゼ、プロテアーゼ等の消化酵素を分泌し、獲物の分解が起きる。
分解されて液状となった消化物は腺毛より吸収され、窒素源やリン酸源として利用される。ダーウィンは本属（モウセンゴケ）の研究を行っている。その中で、例えば、葉の上に各種の物質を滴下して腺毛と葉の運動性を観察した結果、タンパク質やアミノ酸に対して強い反応が見られることを確認している。

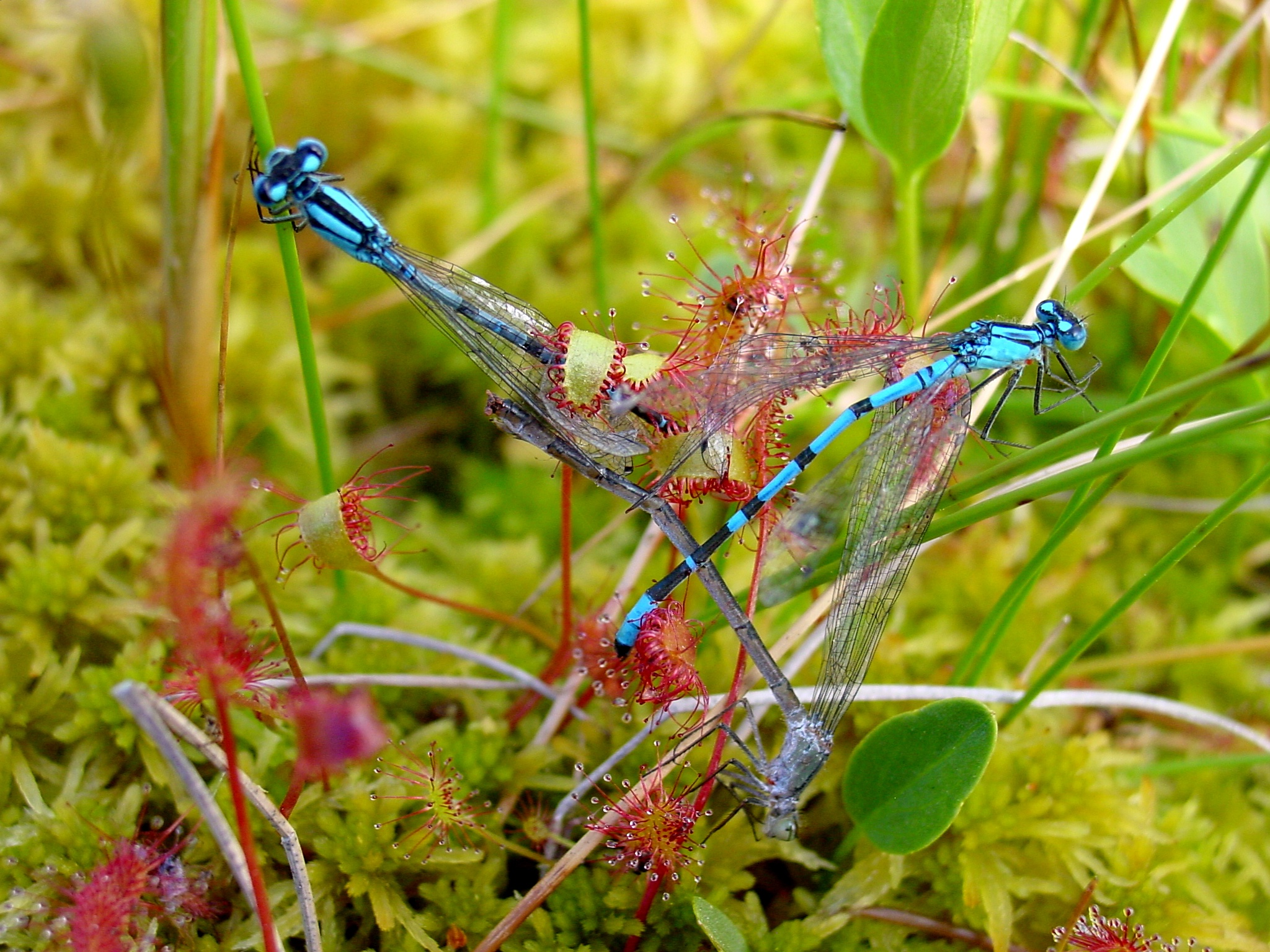
D. anglica イトトンボを捕らえたナガバノモウセンゴケ（北アメリカ大陸、ヨーロッパ、アジアに分布）
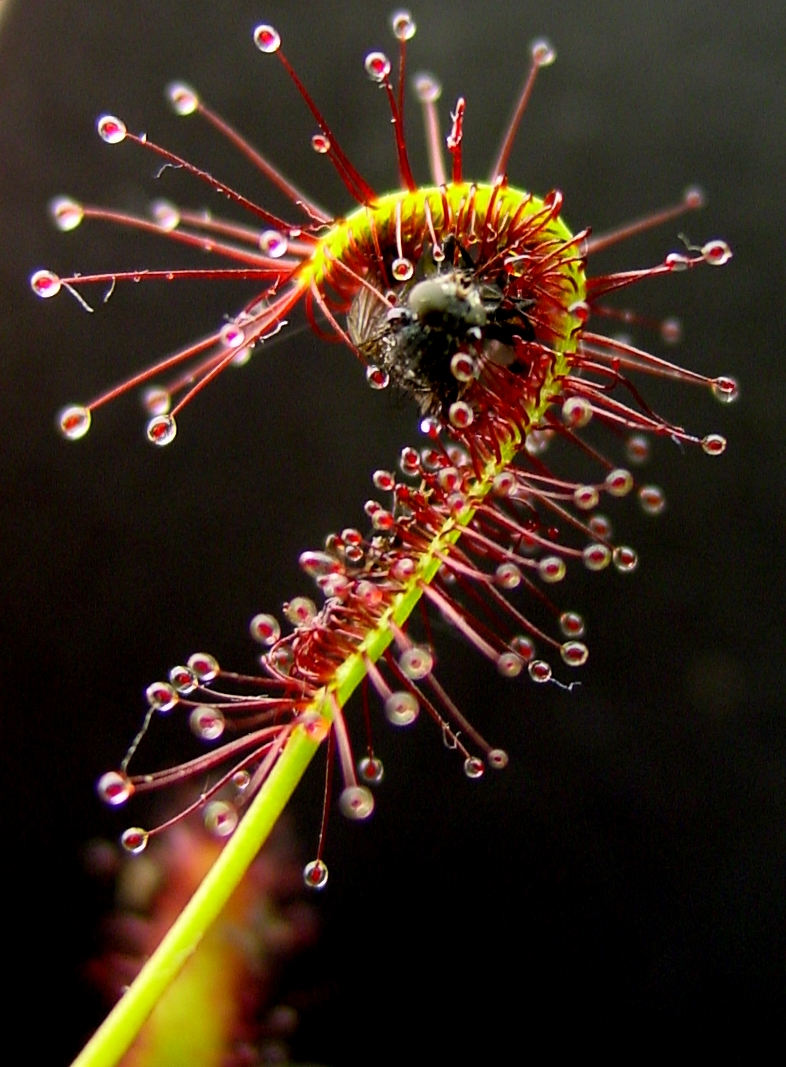
D. capensis 虫を捕らえたアフリカナガバノモウセンゴケ
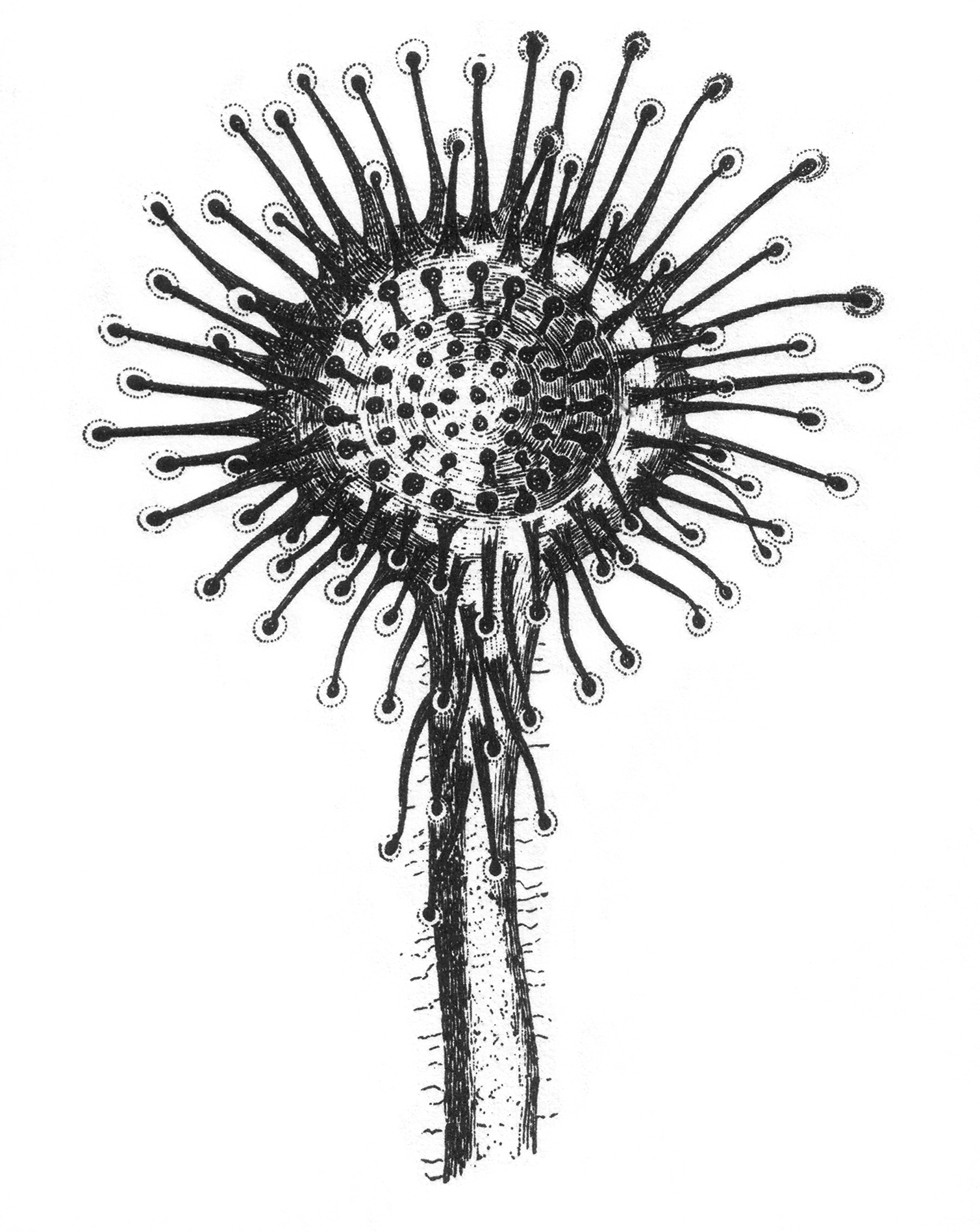
ダーウィン著作の文献内に描かれたモウセンゴケの図

### 防御と競争
モウセンゴケ属の植物が花を閉じるのは、実や花を食べる蛾の一種モウセンゴケトリバ Buckleria paludum（トリバガ科）に対する防御と考えられている。
また、米国フロリダ州ではアメリカモウセンゴケ（Drosera capillaris Poir.）と餌が競合するクモ、徘徊して餌を捕らえるラビドサ・ラビダ Rabidosa rabida、罠を張るソシップス・フロリダヌス Sosippus floridanus は、モウセンゴケの周りで餌を奪うことが確認されている。

## 分布と分類
南極大陸を除く全世界的に分布する。170種以上が知られており、その半数近くがオーストラリアに分布する。

### 日本に分布する種
北海道や東北地方の冷涼な山地から南西諸島まで、日本全国の湿原・湿地に7種ほどが自生する。広く分布するものもあるが、ごく限られた場所にのみ産するものもある。また、園芸用に栽培されている国外の種もいくつかある。
日本に自生するのは以下の通り。
- Drosera rotundifolia L.モウセンゴケ
- Drosera anglica Huds. ナガバノモウセンゴケ
- Drosera indica L. f. albiflora Makino ナガバノイシモチソウ
- Drosera toyoakensis M.Watanabe アカバナナガバノイシモチソウ（2013年命名）
- Drosera makinoi シロバナナガバノイシモチソウ
- Drosera lunata Thunb. イシモチソウ
- Drosera spatulata[6] Labill. コモウセンゴケ
- Drosera tokaiensis (Komiya et C.Shibata) T.Nakam. et K.Ueda トウカイコモウセンゴケ

この他、モウセンゴケとナガバノモウセンゴケの自然雑種とされるものにサジバモウセンゴケ D. x obovata Mert. et Koch がある。

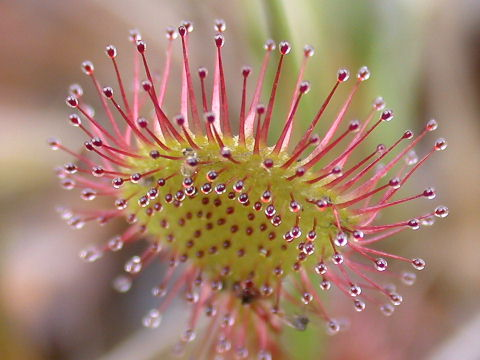
D. rotundifolia モウセンゴケの葉
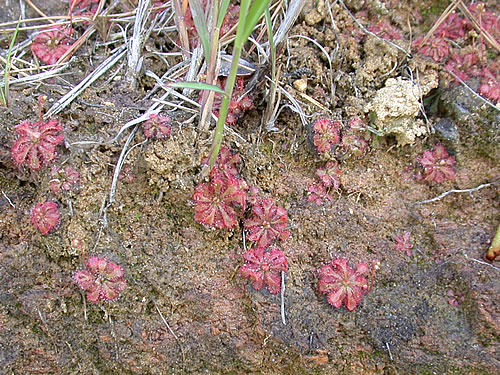
D. spatulata コモウセンゴケの群落
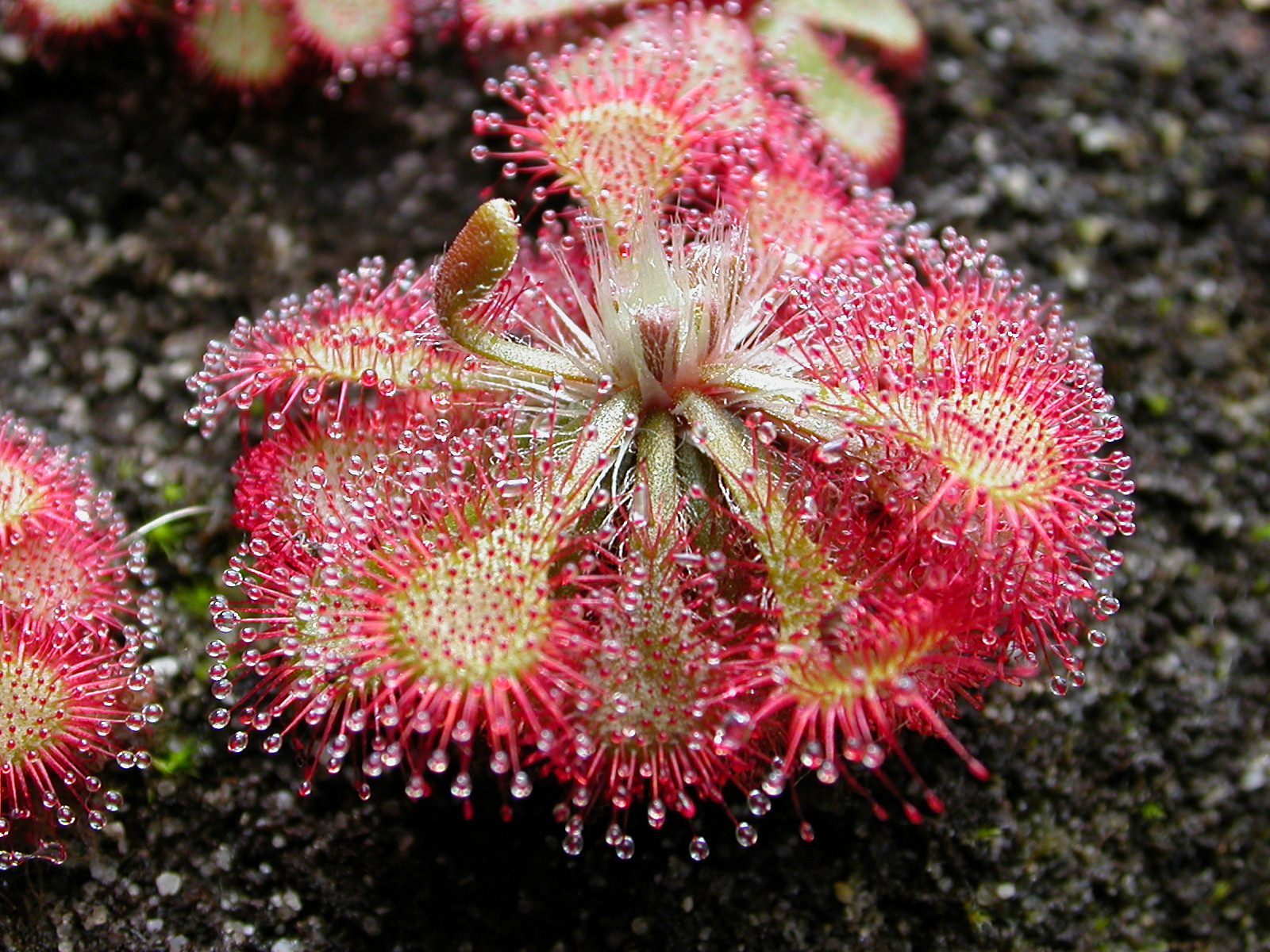
D. spatulata コモウセンゴケ
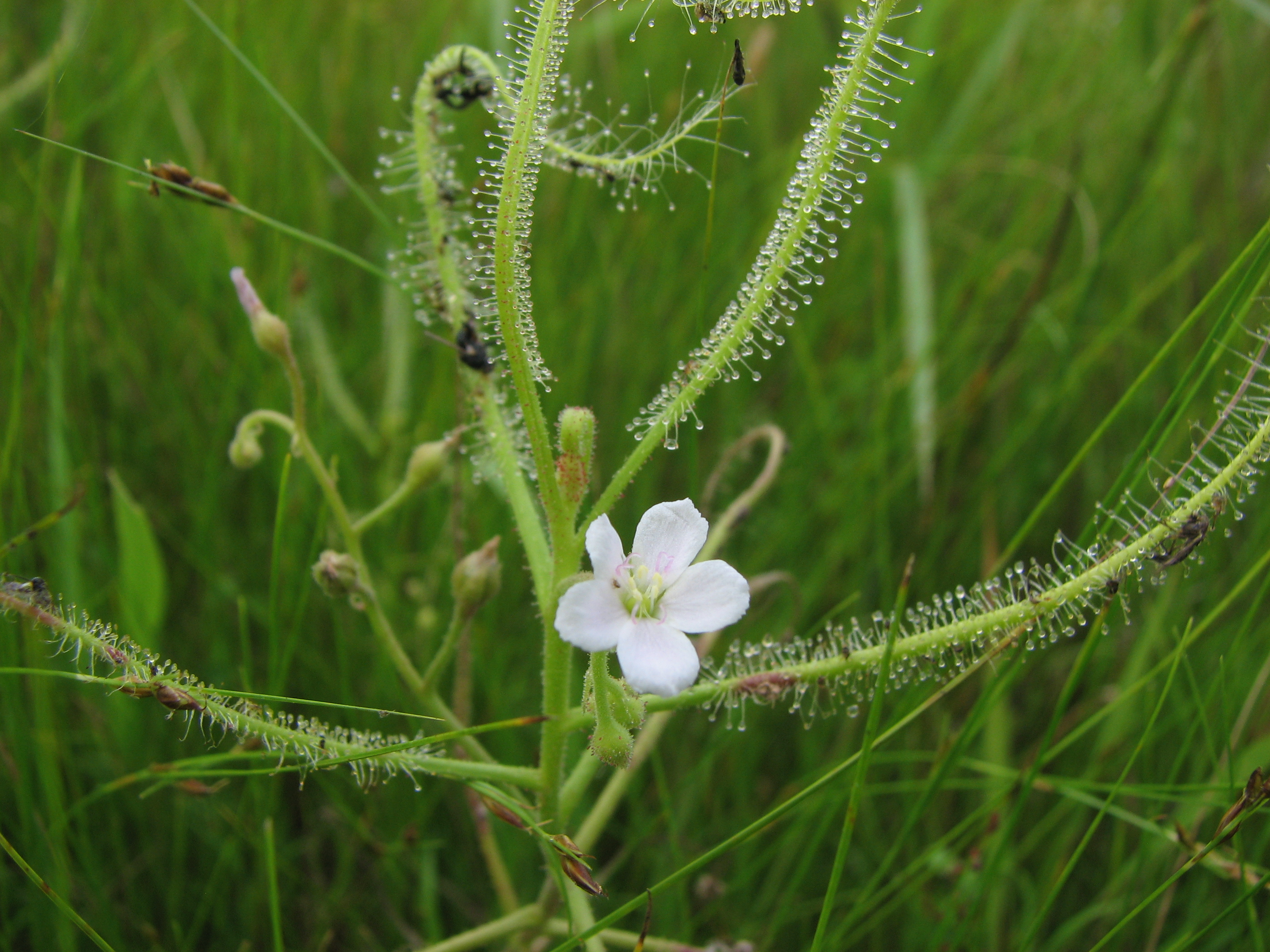
D. indica ナガバノイシモチソウ 成東・東金食虫植物群落
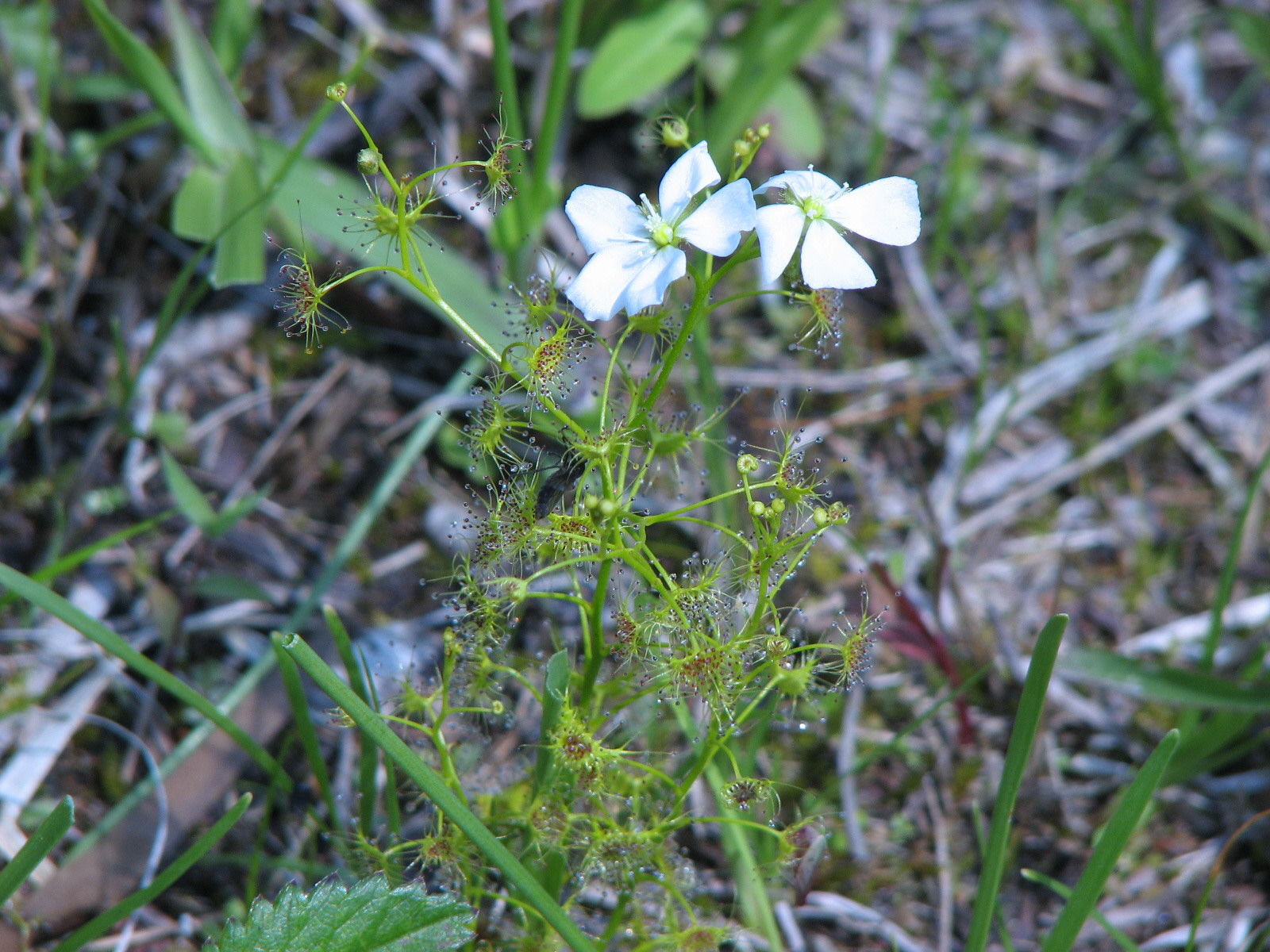
D. lunata イシモチソウの花 成東・東金食虫植物群落
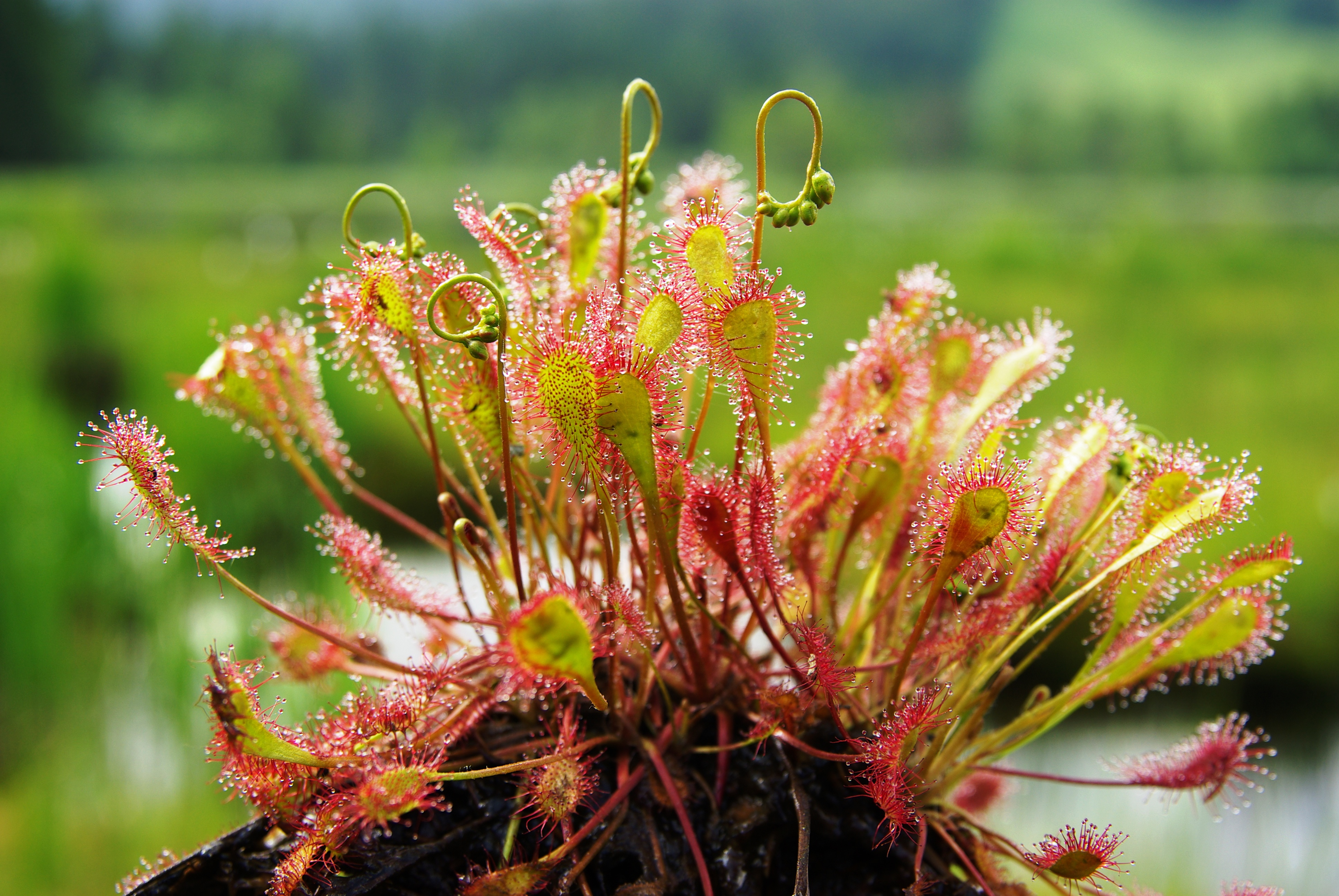
D. x obovata サジバモウセンゴケ

### 日本国外に分布する種
日本国外に分布する種を記す。

アフリカに分布するモウセンゴケ属
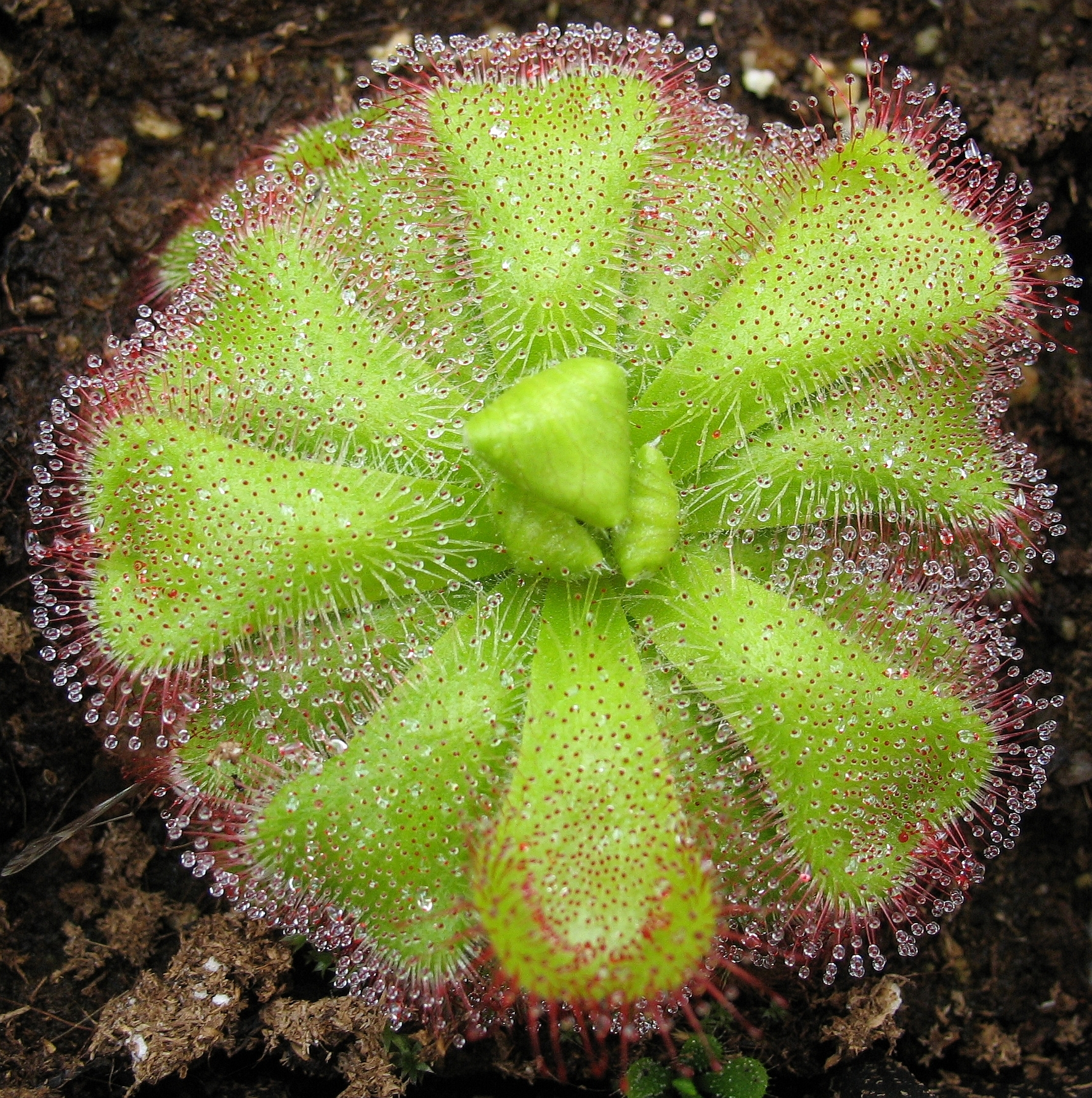
D. cuneifolia 南アフリカに分布
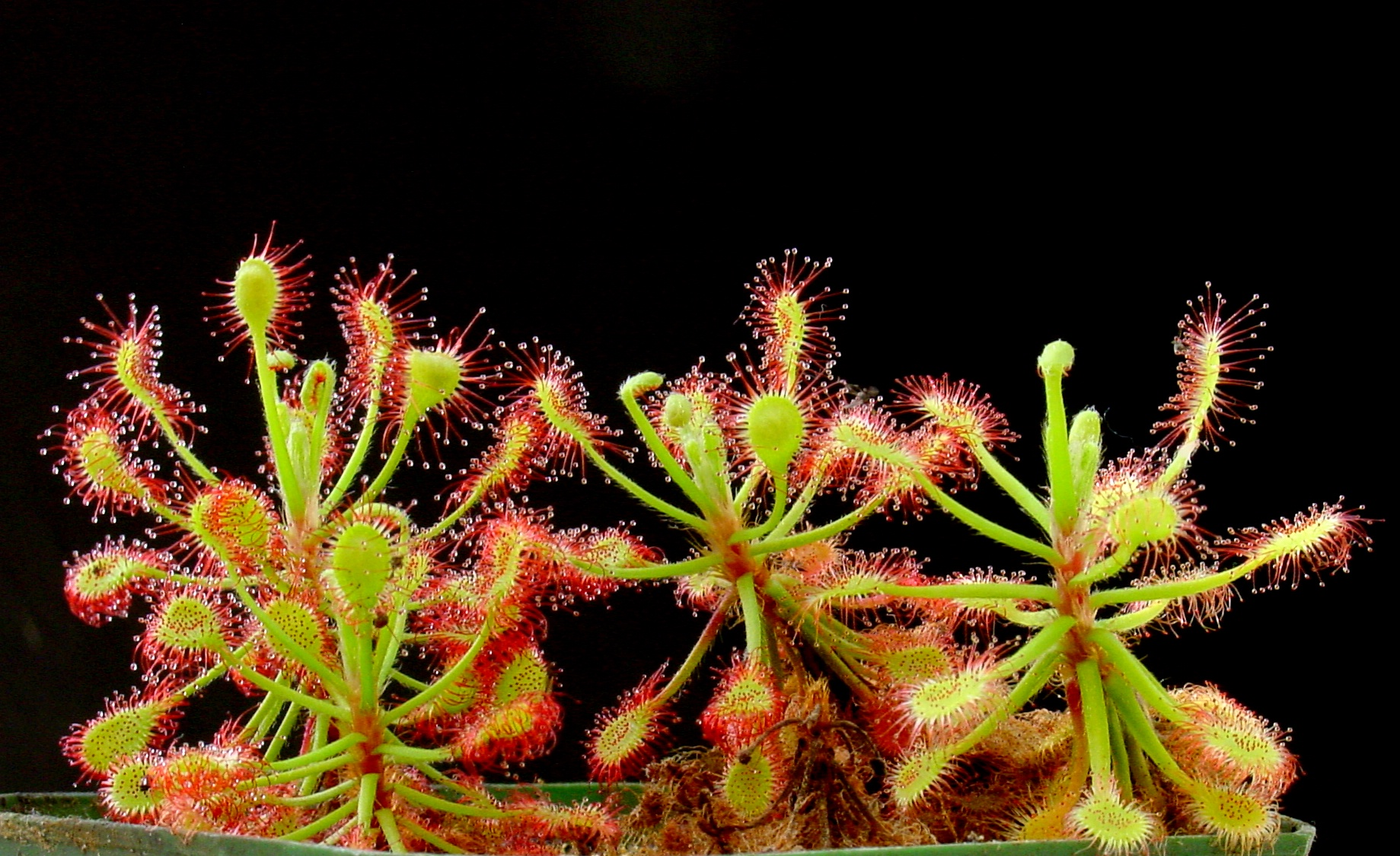
D. madagascariensis アフリカに広く分布
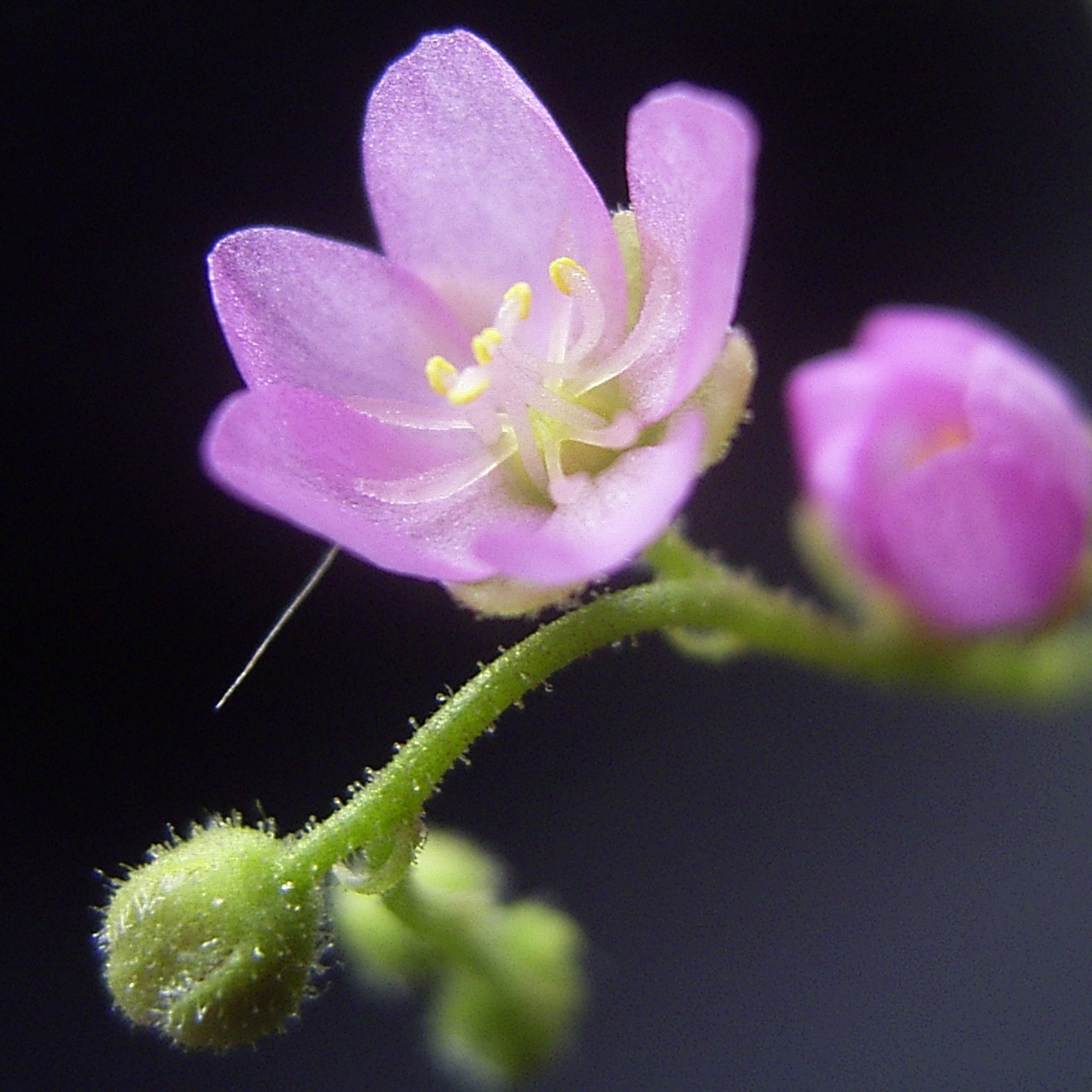
D. madagascariensisの花
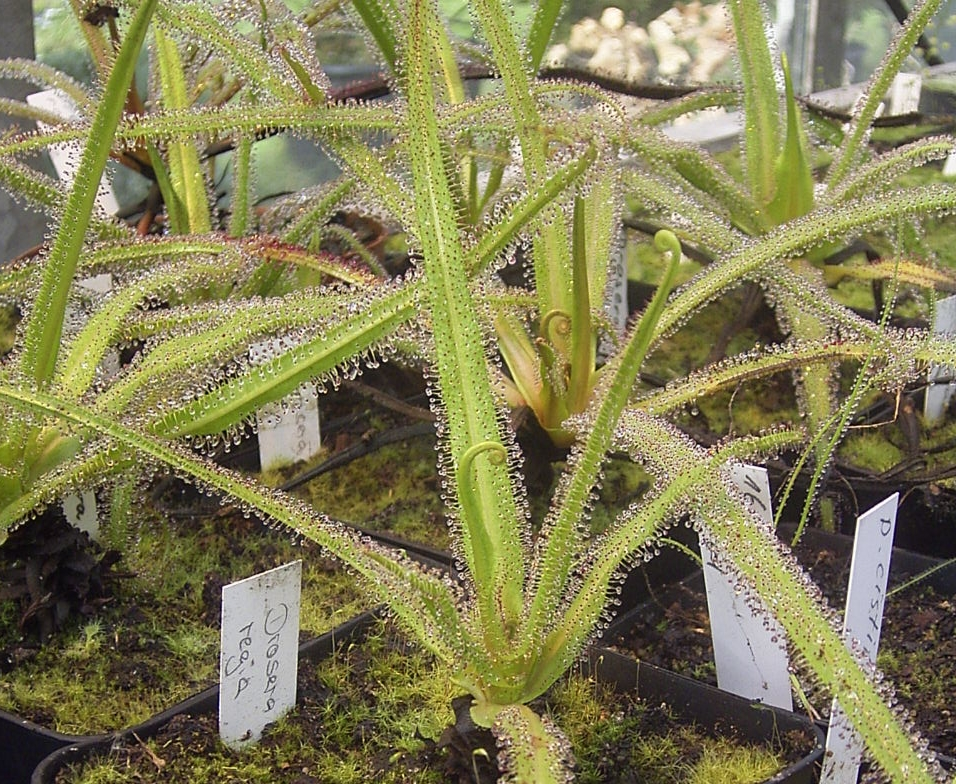
D. regia 南アフリカに分布

南北アメリカに分布するモウセンゴケ属
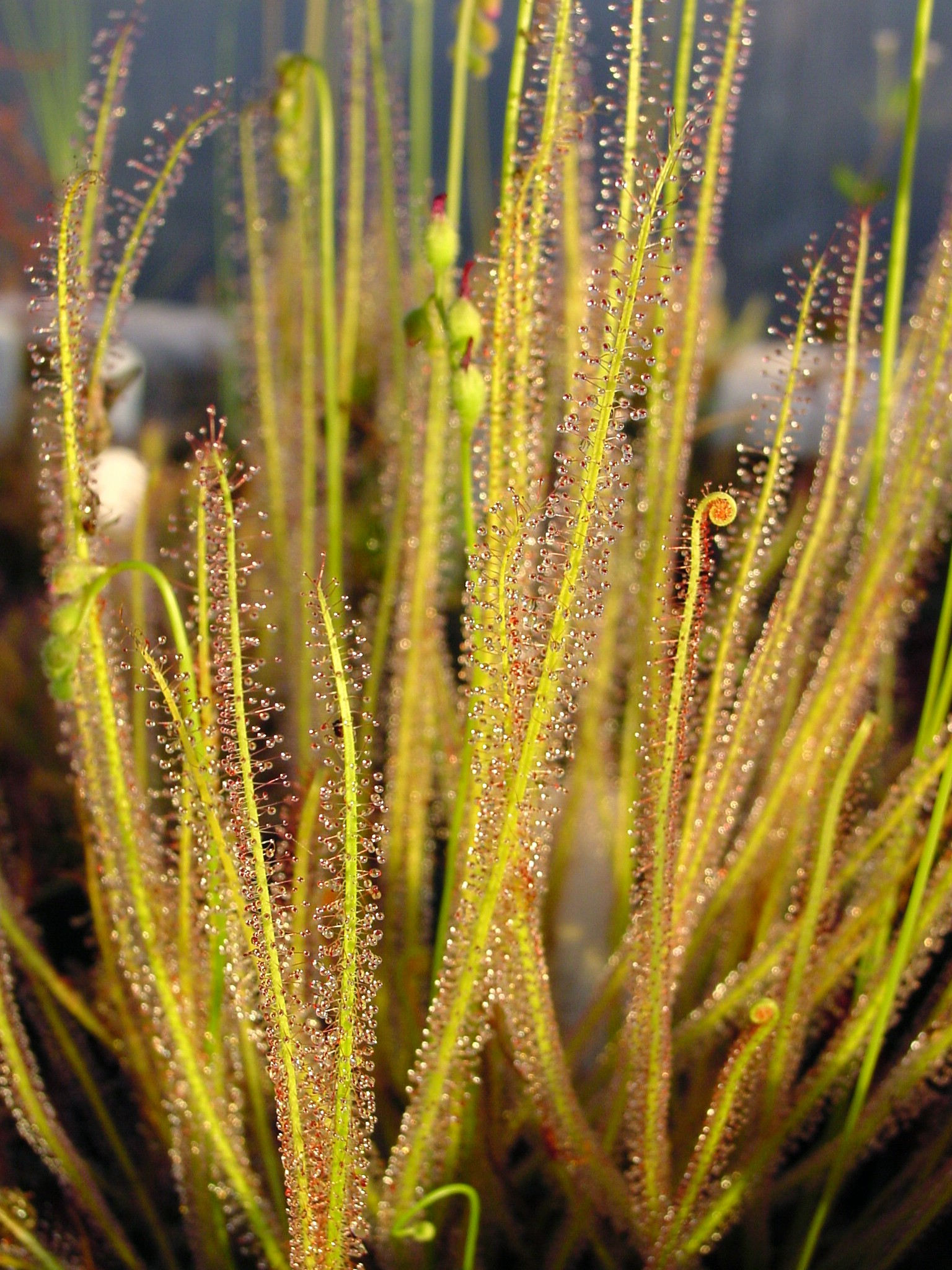
D. filiformis イトバモウセンゴケ 北アメリカ大陸東部から南東部
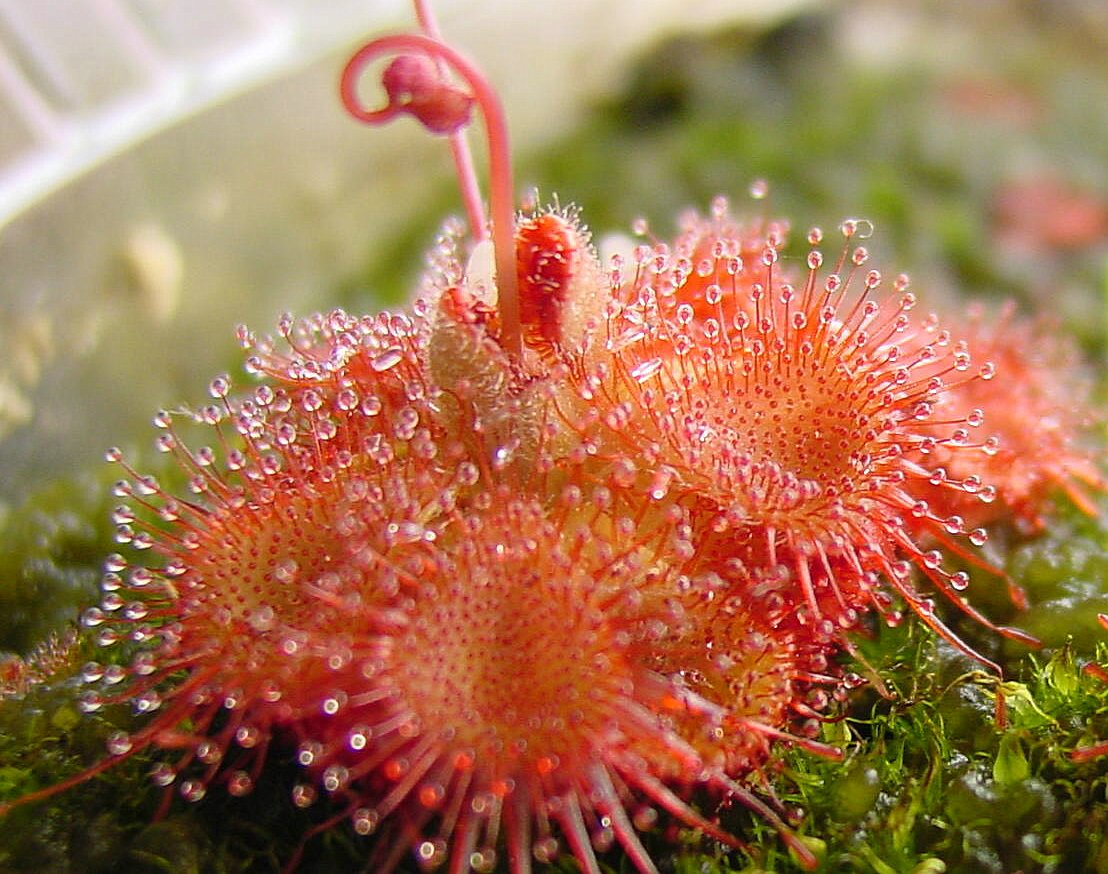
D. sessilifolia 南アメリカ大陸に分布

オーストラリア・アジアに分布するモウセンゴケ属
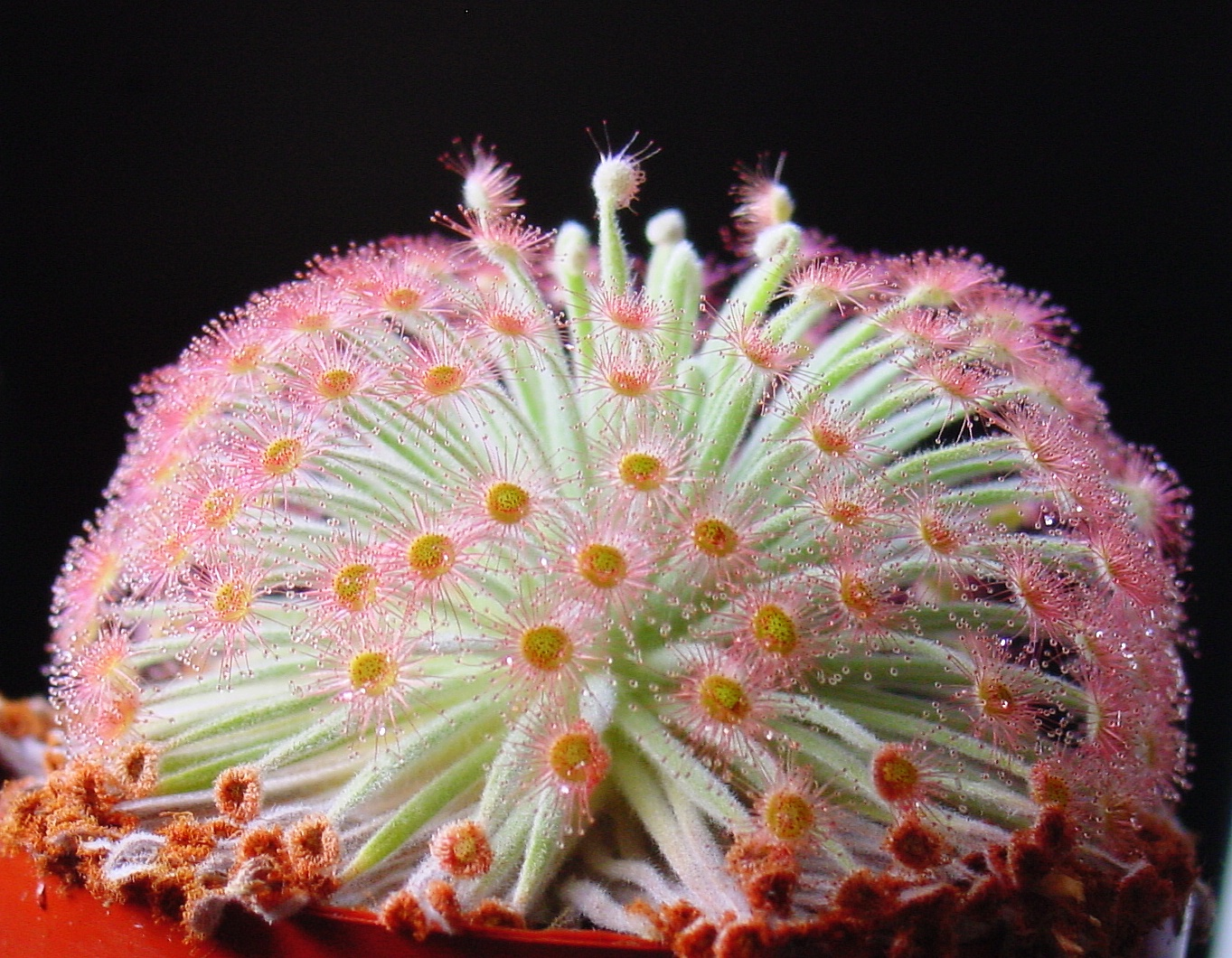
D. derbyensis オーストラリア北西部に生息
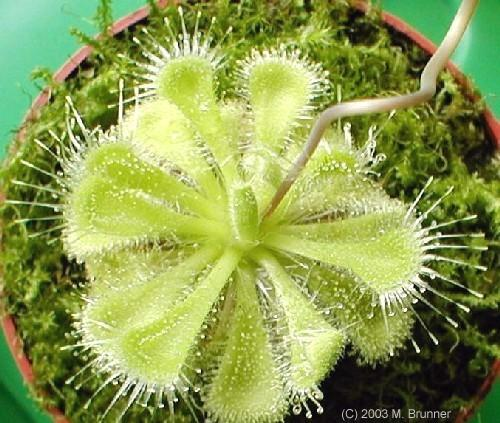
D. burmannii 和名クルマバモウセンゴケ オーストラリアから南アジアに分布
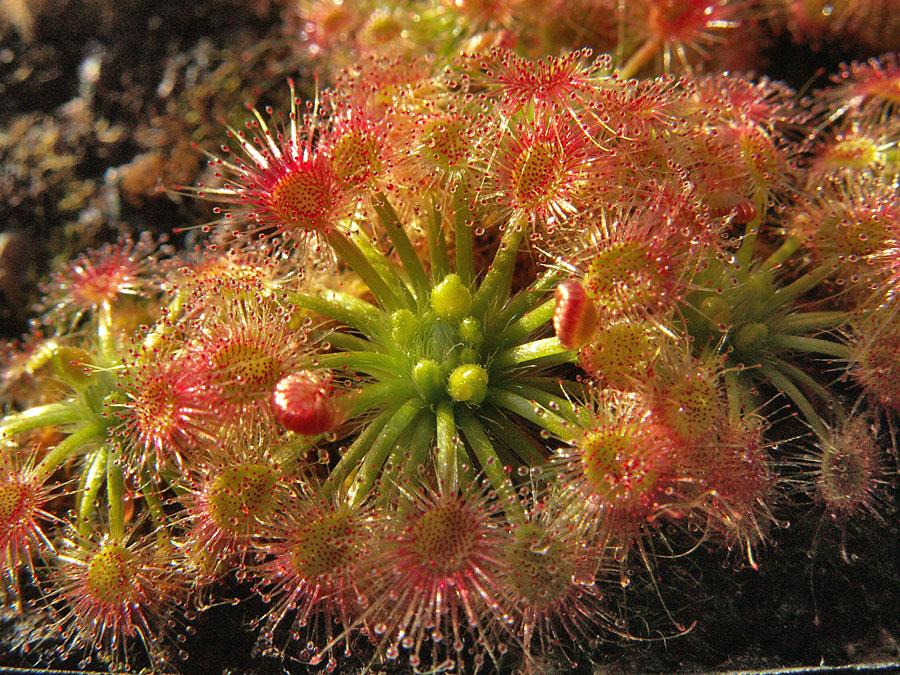
D. echinoblastus 栽培株（オーストラリア西部に分布）
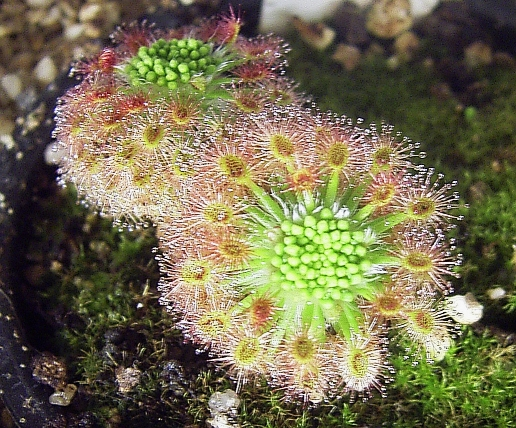
Drosera paleacea subsp.roseana シノニム:D. Roseana オーストラリア南西部に生息する小型種
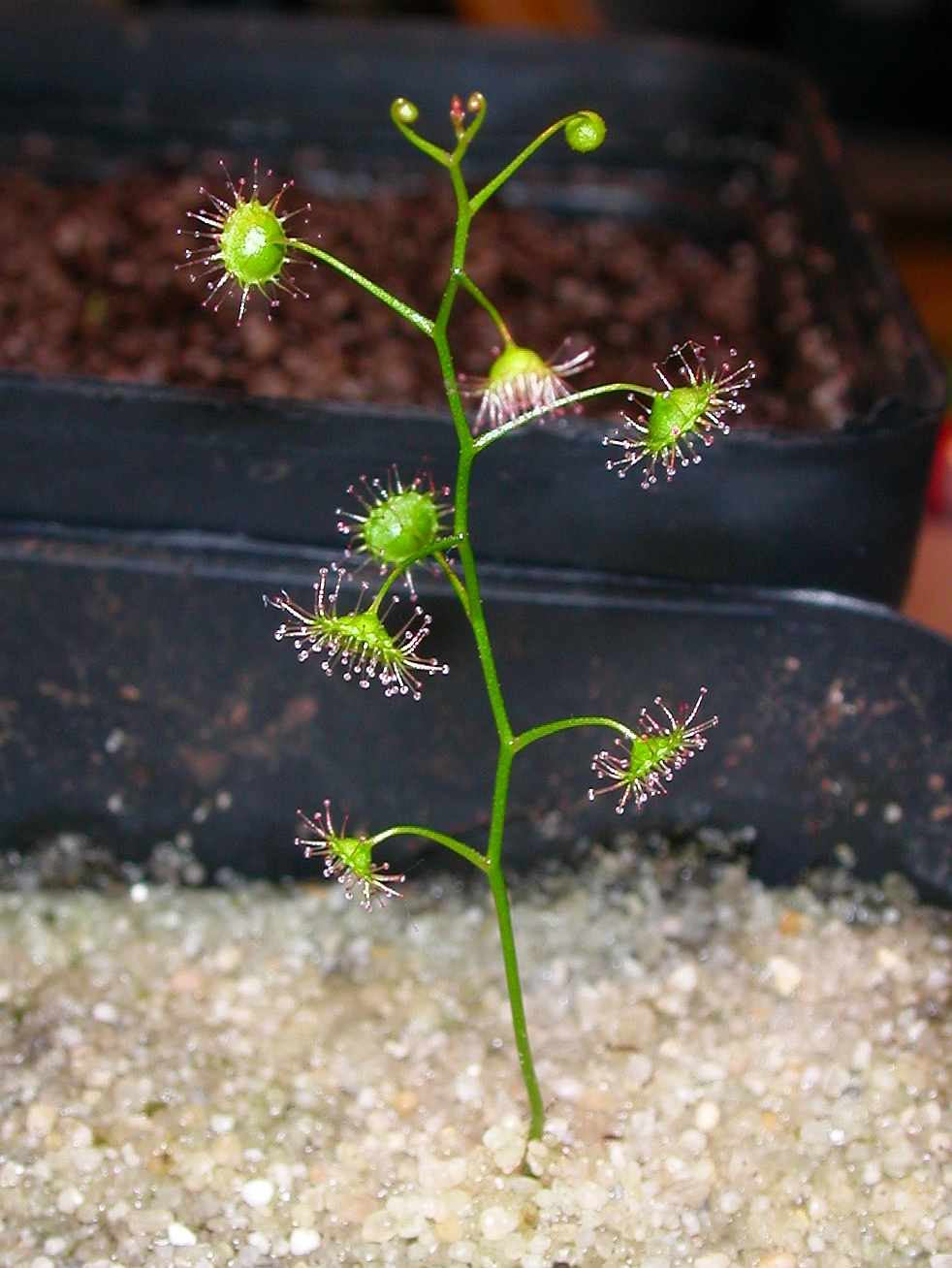
D. menziesii オーストラリア南西部に分布
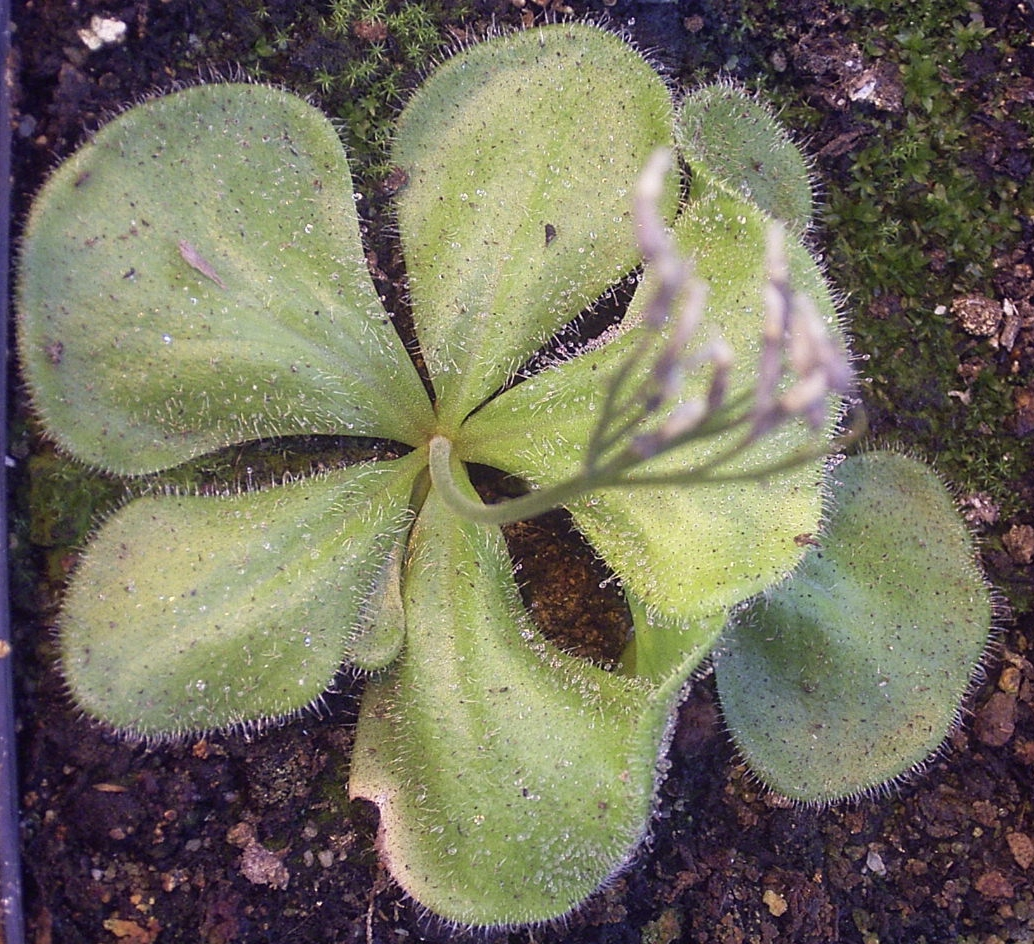
D. erythrorhiza オーストラリア南西部に分布
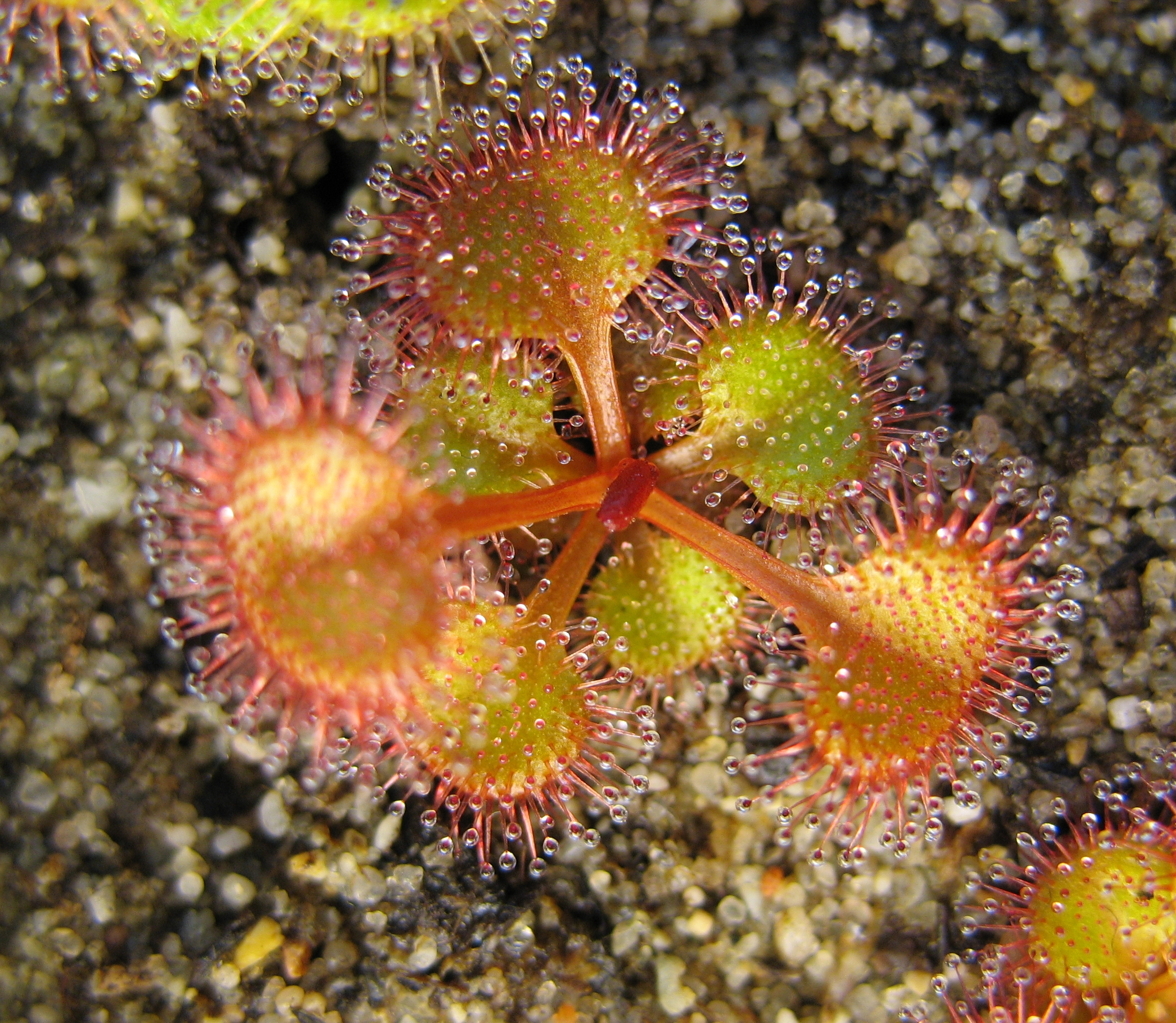
D. rupicola オーストラリア南西部に分布
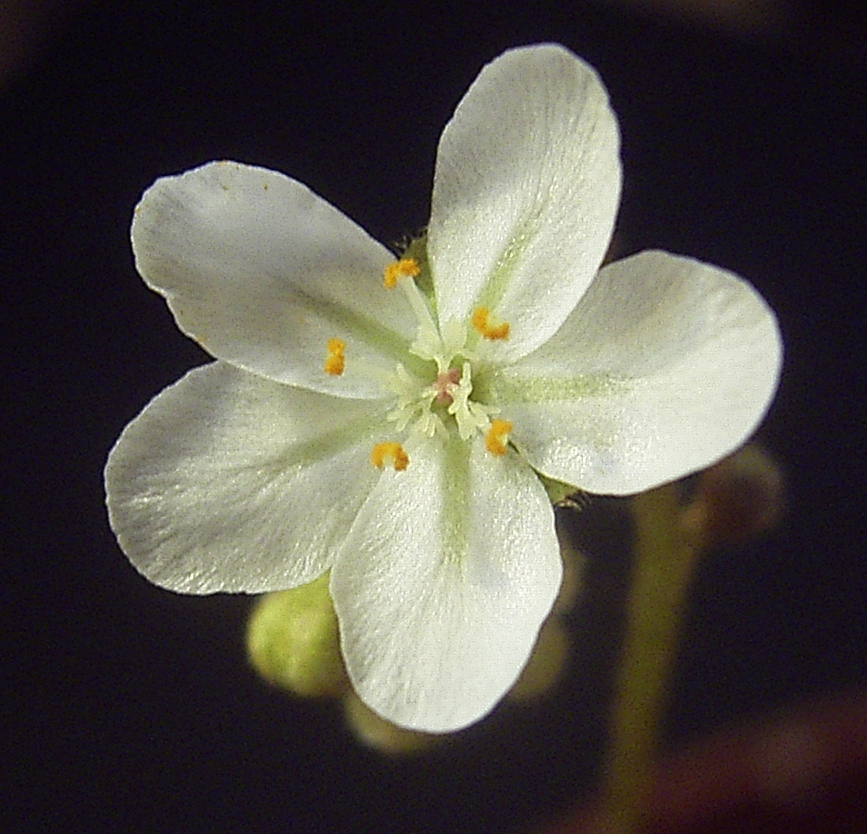
D. kenneallyiの花 オーストラリア南部に分布
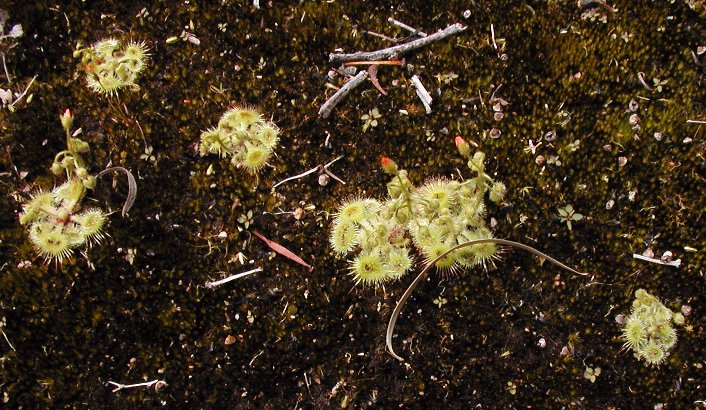
D. glanduligera 傾性運動が高速で起きることが確認されている[7]。 オーストラリア南西部に分布
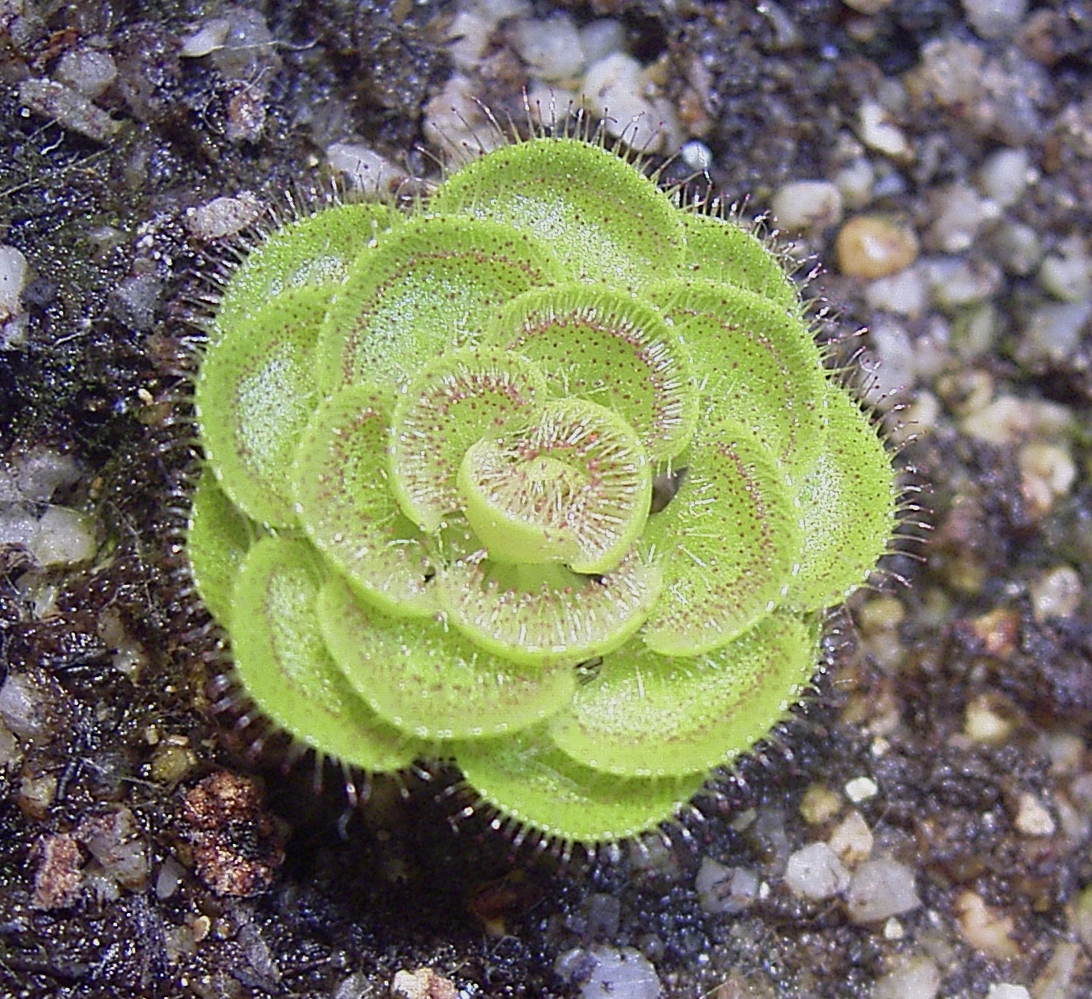
D. zonaria 西オーストラリアに分布
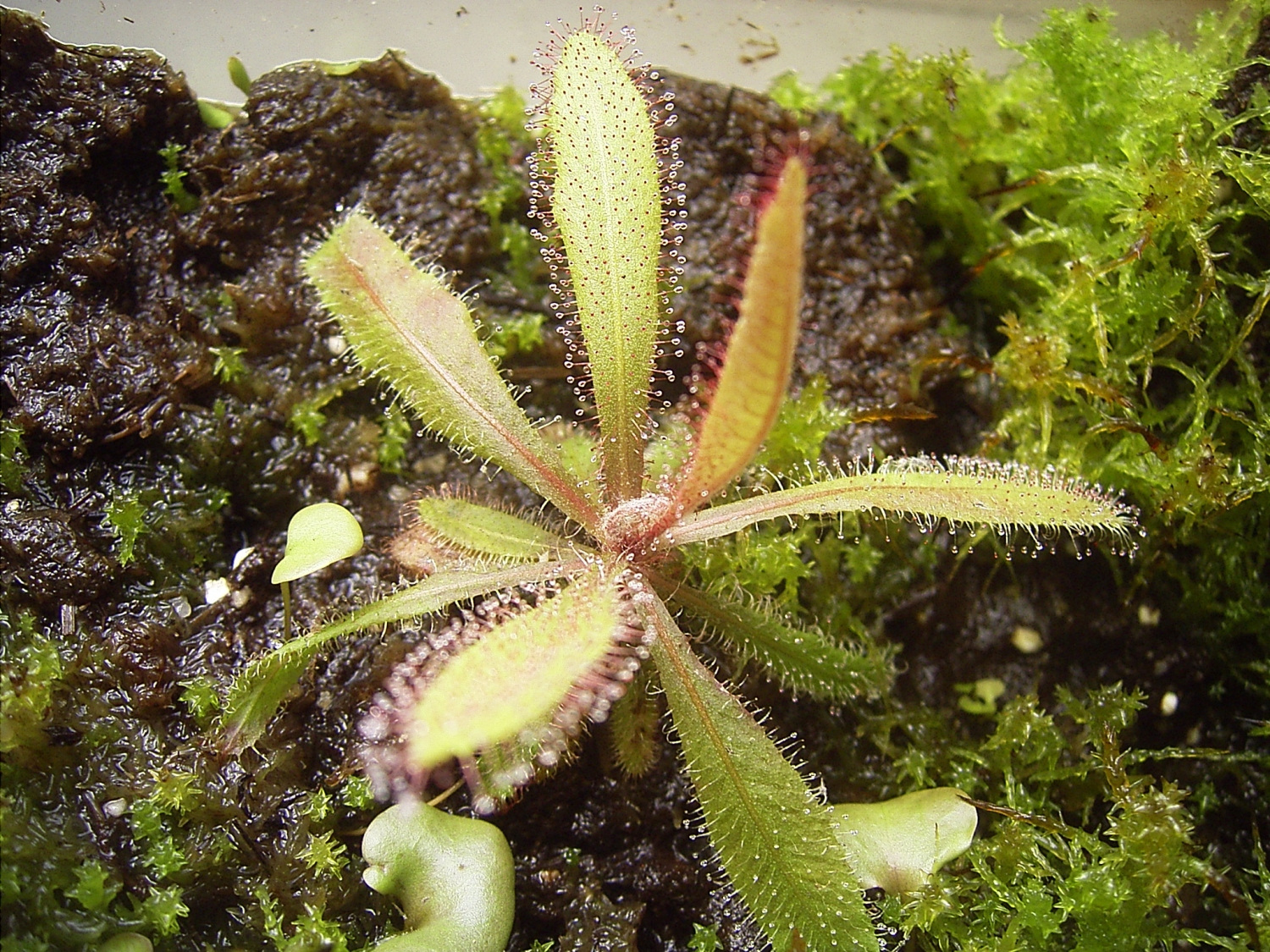
ドロセラ・アデラエ D. adelae 西オーストラリアに分布

日本国外での栽培種には以下のようなものがある。
- Drosera binata Labill. サスマタモウセンゴケ
- Drosera burmannii Vahl クルマバモウセンゴケ
- Drosera pedata Pers. ヨツマタモウセンゴケ

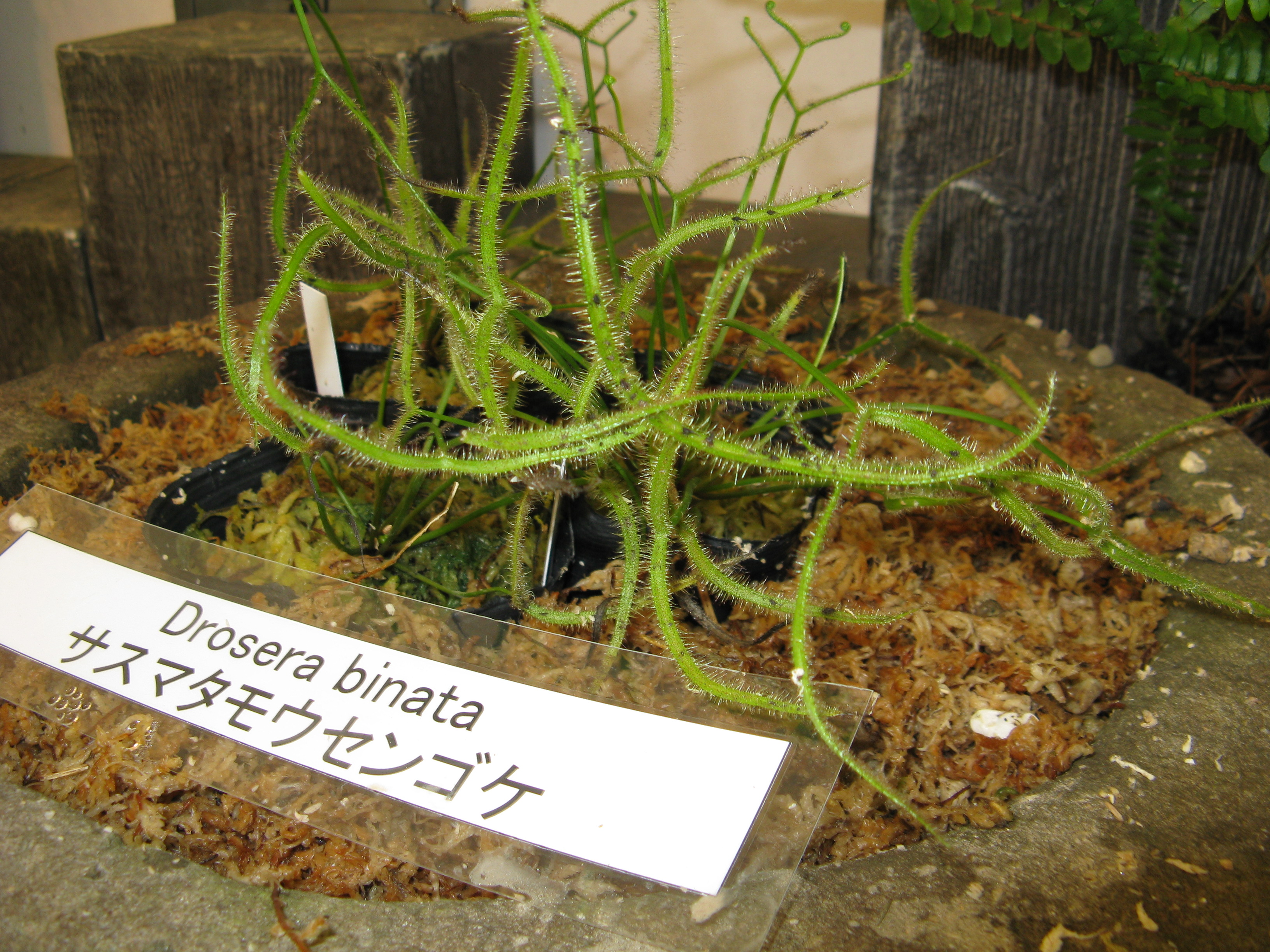
サスマタモウセンゴケ

## 人間とのかかわり
薬用および観賞用として利用されている。2018年ナガエモウセンゴケが特定外来生物に指定されて以降、本属の植物を海外から日本に輸入する際は植物検疫所を通過するためにナガエモウセンゴケ以外のモウセンゴケであることを示す証明書が必要となっている。

## 文献
- 近藤勝彦、近藤誠宏『カラー版 食虫植物図鑑』家の光協会 2006年: ISBN 4259561553
- 佐竹義輔・大井次三郎・北村四郎他『日本の野生植物　草本II 離弁花類』(1982)平凡社
- 田辺直樹『育て方がよくわかる　世界の食虫植物図鑑』日本文芸社、2020年、51頁。ISBN 978-4-537-21756-8。
- Drosera of the World, 3 volumes.By Alastair Robinson et.al., Redfern Natural History Productions, 2017.